# Scaphosepalum ursinum
Scaphosepalum ursinum är en orkidéart som beskrevs av Carlyle August Luer. Scaphosepalum ursinum ingår i släktet Scaphosepalum och familjen orkidéer. Inga underarter finns listade i Catalogue of Life.